# Lễ nhậm chức Tổng thống Hoa Kỳ

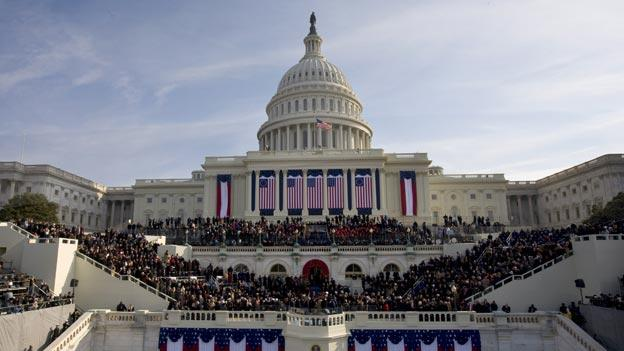
Lễ nhậm chức tổng thống tại mặt tiền phía tây của Điện Capitol Hoa Kỳ đối diện với National Mall (địa điểm từ thời Reagan năm 1981) - Barack Obama, ngày 20 tháng 1 năm 2009

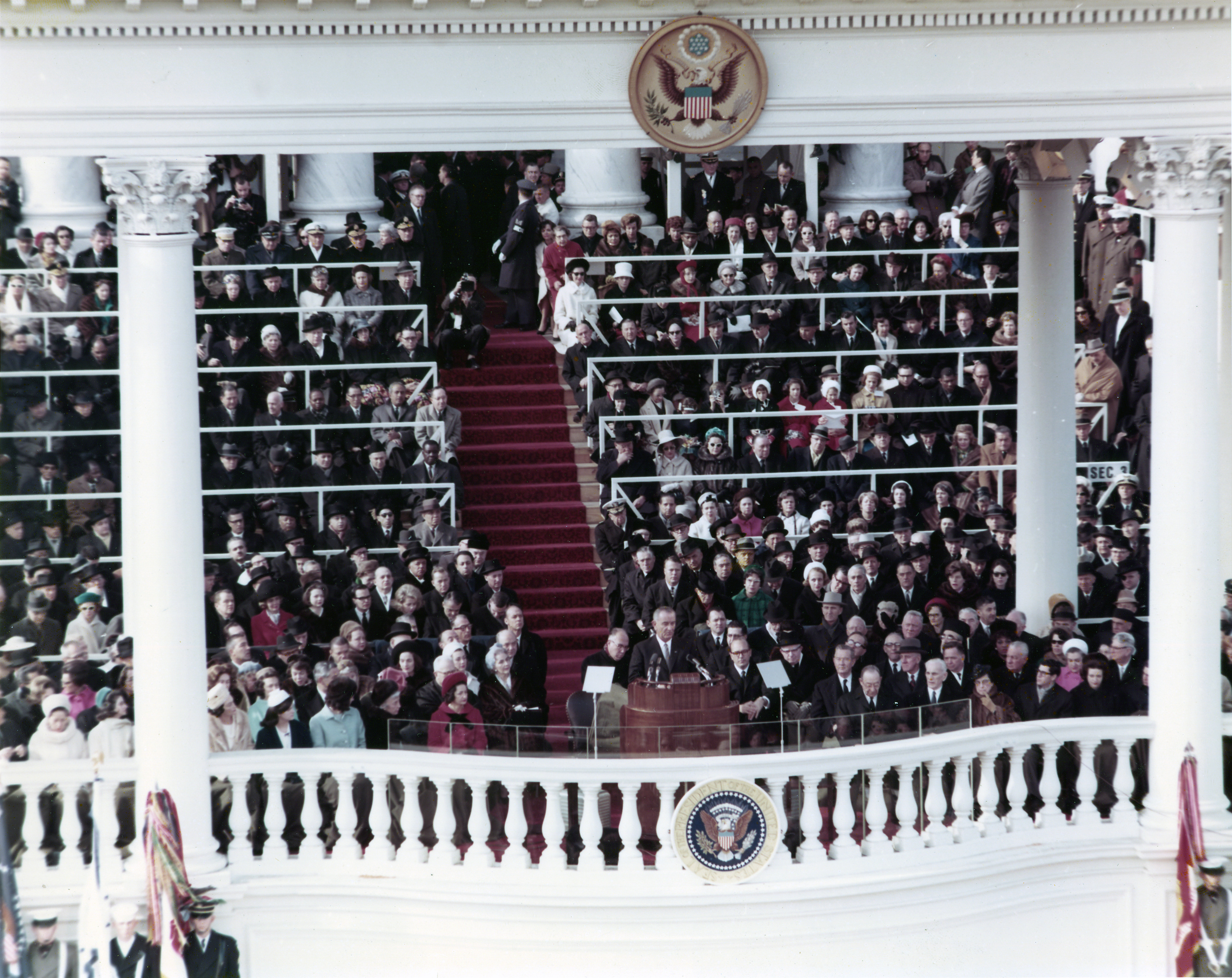
Lễ nhậm chức tổng thống với mái hiên nghi lễ cũ trên cao tại mặt trước phía đông của Điện Capitol Hoa Kỳ (Lyndon B. Johnson, ngày 20 tháng 1 năm 1965)

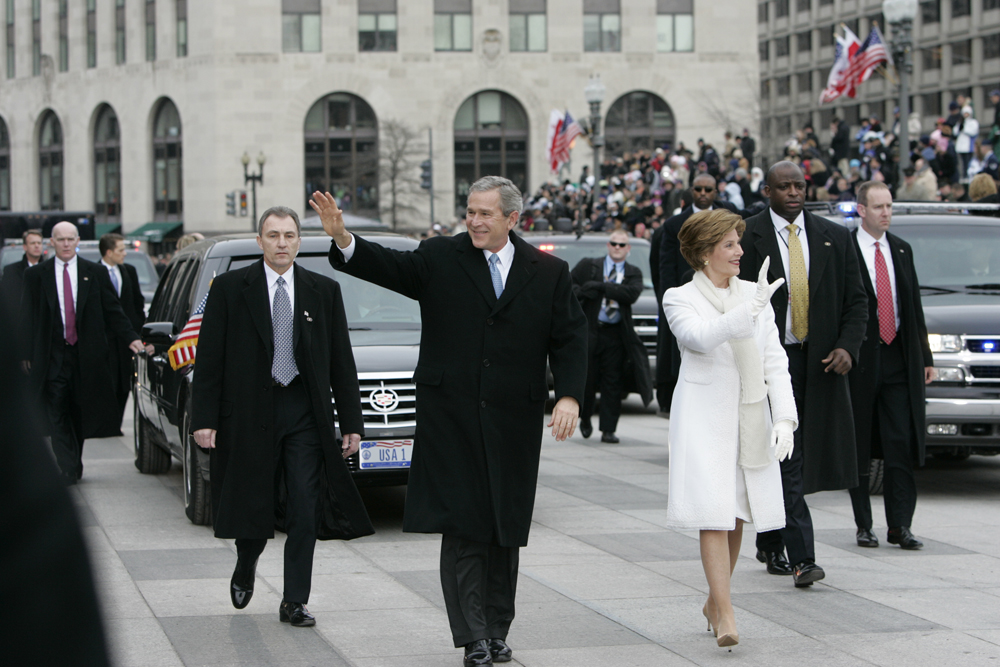
Ngày nhậm chức, ngày 20 tháng 1 năm 2005: Tổng thống George W. Bush và Đệ nhất phu nhân Laura Bush dẫn đầu cuộc diễu hành khai mạc từ Điện Capitol, xuống Đại lộ Pennsylvania đến Nhà Trắng

Lễ nhậm chức Tổng thống Hoa Kỳ là buổi lễ đánh dấu sự bắt đầu nhiệm kỳ mới 4 năm của Tổng thống Hoa Kỳ. Buổi lễ này diễn ra đối với mỗi nhiệm kỳ tổng thống mới, ngay cả khi tổng thống tiếp tục nhiệm kỳ thứ hai. Kể từ năm 1937, lễ nhậm chức diễn ra vào trưa giờ EST ngày 20 tháng 1, ngày đầu tiên của nhiệm kỳ mới, khoảng 72 đến 78  ngày sau cuộc bầu cử tổng thống, ngoại trừ ba trường hợp khi ngày 20 tháng 1 rơi vào Chủ nhật. Trong những năm đó, lễ tuyên thệ nhậm chức của tổng thống được thực hiện vào ngày đó một cách riêng tư và sau đó được tổ chức lại trong một buổi lễ công khai vào ngày hôm sau, vào thứ 2, ngày 21 tháng 1. Lễ nhậm chức tổng thống gần đây nhất được tổ chức vào ngày 20 tháng 1 năm 2021, khi Joe Biden chính thức nhậm chức. Lễ nhậm chức tiếp theo dự kiến diễn ra vào ngày 20 tháng 1 năm 2025.
Việc đọc lời tuyên thệ nhậm chức của tổng thống là thành phần duy nhất trong nghi lễ này do Hiến pháp Hoa Kỳ quy định (tại Điều II, Mục một, Khoản 8). Mặc dù nó không phải là một yêu cầu trong hiến pháp, nhưng chánh án thường điều hành lễ tuyên thệ nhậm chức của tổng thống. Kể từ năm 1789, lời tuyên thệ đã được thực hiện tại 58 buổi lễ nhậm chức công khai theo lịch trình, bởi 15 chánh án, một phó tư pháp và một thẩm phán bang New York. Những người khác, ngoài chánh án, đã thực hiện lễ tuyên thệ nhậm chức cho một số trong chín Phó Tổng thống, những người đã kế nhiệm chức vụ Tổng thống sau cái chết hoặc từ chức của Tổng thống trong nhiệm kỳ.
Kể từ lễ nhậm chức năm 1981 của Ronald Reagan, buổi lễ này đã được tổ chức tại mặt trước phía tây của Điện Capitol Hoa Kỳ, đối diện với National Mall với Tượng đài Washington mang tính biểu tượng và Đài tưởng niệm Lincoln ở xa. Các nghi lễ tuyên thệ nhậm chức khác đã diễn ra trên một bục trên các bậc thang tại cổng phía đông của Điện Capitol thường xuyên trong 180 năm, và thỉnh thoảng bên trong Phòng Thượng viện cũ ở phía bắc cũ, phòng của Hạ viện ở phía nam cánh, và Rotunda trung tâm dưới mái vòm. Lễ nhậm chức theo lịch trình cuối cùng không diễn ra tại Điện Capitol là lễ nhậm chức thứ tư của Franklin D. Roosevelt vào năm 1945, được tổ chức tại Nhà Trắng.
Trong những năm qua, nhiều truyền thống khác nhau đã phát sinh đã mở rộng lễ khánh thành từ một buổi lễ tuyên thệ đơn giản thành một sự kiện kéo dài một ngày, bao gồm các cuộc diễu hành và nhiều cuộc họp mặt xã hội. Buổi lễ được truyền trực tiếp qua các mạng truyền hình thương mại và truyền hình cáp lớn của Hoa Kỳ; những kênh khác cũng phát trực tiếp buổi lễ này trên trang web của họ.
Khi một Tổng thống nhậm chức vào giữa nhiệm kỳ, lễ nhậm chức được tiến hành mà không phô trương. Để tạo điều kiện thuận lợi cho việc chuyển giao tổng thống nhanh chóng trong những trường hợp bất thường, Tổng thống mới tuyên thệ nhậm chức trong một buổi lễ đơn giản và thường là phát biểu trước quốc gia sau đó.